# Milva (zangeres)

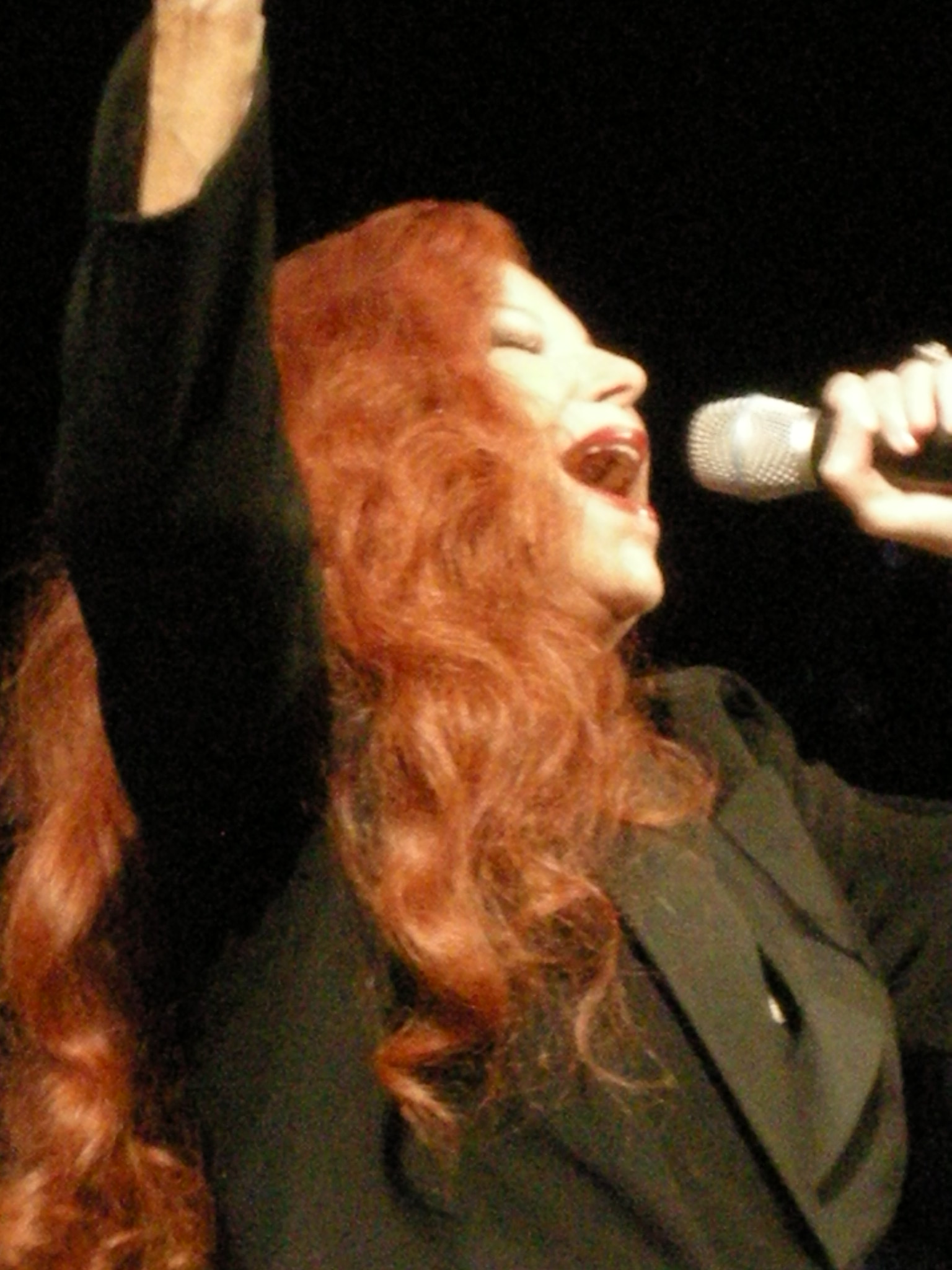
Milva in 2009

Milva (pseudoniem voor Maria Ilva Biolcati) (Goro, Italië, 17 juli 1939 – Milaan, 23 april 2021) was een Italiaanse zangeres.
Haar bijnamen luiden: La Rossa (de Rode), dat zowel verwijst naar haar rode haar als naar haar politieke overtuiging; en ‘de Panter van Goro’. Die laatste bijnaam werd haar gegeven toen een journalist drie Italiaanse zangeressen van een bijnaam voorzag: de combinatie van een dier met hun geboorteplaats. Naast ‘de Panter van Goro’, zijn dat ‘de Tijger van Cremona’ (Mina) en ‘de Adelaar van Ligonchio’ (Iva Zanicchi).
Naast het zingen acteerde Milva en ze heeft op de Italiaanse televisie shows gepresenteerd.
Milva begon als zangeres na het winnen van een talentenjacht in 1959, waaraan meer dan zevenduizend mensen deelnamen. In 1960 nam ze haar eerste singletje op: de Italiaanse versie van Édith Piafs ‘Milord’. Het jaar daarop deed ze mee aan het befaamde Festival van San Remo, dat haar eigenlijke debuut betekende. Ze behaalde de derde plaats. Ze heeft vaak aan het festival deelgenomen, in totaal vijftien keer (de laatste keer in 2007), maar nooit gewonnen. Wel behaalde ze de tweede plaats in 1962 met "Tango italiano" en werd derde in 1973 met "Da troppo tempo".

## Carrière
Milva’s carrière is te verdelen in een aantal periodes en daarbij behorende genres.

### Jaren 60: Italiaanse chansons
In het begin van haar carrière zong Milva vooral Italiaanse chansons, en vertalingen van Franse en Engelse hits. Het was toen de praktijk dat grote hits in ieder land door eigen artiesten gecoverd werden. Milva richtte zich voornamelijk op Édith Piaf. Daarnaast zong ze traditionele tangomuziek. Haar carrière had een (beperkte) internationale dimensie, met platenreleases in Europa, USA en zelfs Japan. Maar een grote ster à la Caterina Valente of Nana Mouskouri was ze niet.

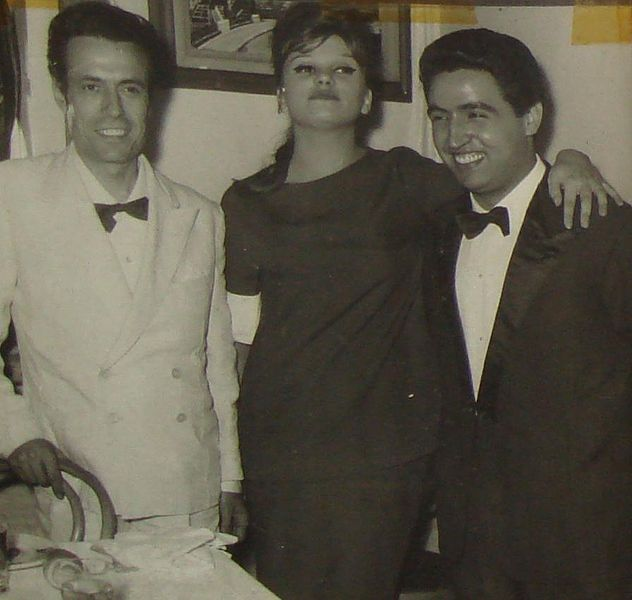
Salvatore Mazzocco - Milva - Mario Trevi (1961)

### Brecht/Strehler
In 1965 leerde ze bij toeval de Italiaanse toneelregisseur Giorgio Strehler kennen, die sinds een paar decennia bezig was om het Italiaanse toneel te vernieuwen. Hij hielp haar om haar theatrale kwaliteiten te ontwikkelen, en haar van nature lage, dramatische stem te gebruiken om ironie en sarcasme in haar zang tot uitdrukking te brengen. Hij ensceneerde haar in een voorstelling die haar veel lof opleverde: Milva Canta Brecht. Daarin zong ze liederen van Bertolt Brecht en Kurt Weill,  waaronder ‘Surabaja Johnny’. Aanvankelijk zong ze Brecht in het Italiaans, maar toen ze ook door Oost- en West-Duitsland toerde, voldeed ze aan het verzoek om sommige liederen ook in het Duits op te nemen en te zingen. Haar populariteit groeide daardoor in Duitsland dusdanig dat een nieuwe carrièrestap volgde. Ondertussen ontving ze veel lof voor haar verschillende Italiaanstalige albums met repertoire van Ennio Morricone, Edith Piaf en Francis Lai.

### Schlagers
Naast het Brecht-repertoire begon Milva ook Duitstalige platen op te nemen met 'lichte' muziek. Een stap die haar niet door iedereen in dank af werd genomen omdat een artiest niet geacht werd zowel Brecht-repertoire als 'licht' repertoire te zingen. Hoewel ze het Duits amper machtig was wist zij de teksten van bekende tekstschrijvers als Michael Kunze en Thomas Woitkewitsch zodanig - vrijwel accentloos - te interpreteren dat het repertoire geloofwaardig overkwam. Voor verschillende albums werkt ze samen met componisten uit verschillende hoeken, waaronder Mikis Theodorakis, Vangelis, Robert Stolz, Enzo Jannacci en Franco Battiato. Vanwege het grote succes in Duitsland - met een aantal hits waaronder "Zusammenleben", "Hurra, Wir Leben Noch" en "Ich hab' Keine Angst" - zou ze vanaf dan in Duitsland meer bekendheid genieten dan in haar eigen land Italië. Ondertussen groeide ook haar populariteit in Japan.  Ze werd een regelmatig terugkerende gast in de grote  televisieshows. In Frankrijk ontstond eveneens interesse in het werk van Milva waardoor ze een aantal van haar albums ook in het Frans opnam.

### Piazzolla
In 1984 kreeg de carrière van Milva een nieuwe wending toen ze voor de gelegenheid optrad met Ástor Piazzolla. Samen met deze vernieuwer van de tango gaf een reeks concerten in het Parijse theater Les Bouffes du Nord. De melancholische dramatiek van Piazzola vond - volgens pers, publiek én Piazolla zelf - in Milva een volmaakte vertolker. Zodanig dat toen Gidon Kremer zijn ‘Hommage aan Piazzolla’ opnam, om zo Piazzolla in de klassieke canon op te nemen, hij Milva vroeg om twee liederen opnieuw in te zingen, te weten ‘Che Tango Che’ en ‘Rinascero’.

### Italiaanse pop
Daarnaast bleef Milva platen maken voor haar Italiaanse thuismarkt. Met popvernieuwers als Franco Battiato maakte ze conceptalbums, en ze nam een aantal in het Duits opgenomen lp’s ook in het Italiaans op. Met ‘Marinero’ van het album ‘Corpo a Corpo’ had ze een bescheiden hit.
Milva heeft deze verschillende muziekgenres nooit losgelaten, met uitzondering misschien van het Italiaanse werk uit de jaren 60. Zowel met het werk van Édith Piaf (La Chanson Française), van Brecht (Milva Canta una Nuovo Brecht), van Piazzolla (El Tango de Astor Piazzolla) en met de Duitse lichte muziek (Das Beste von Milva) is ze tot 2008 nog regelmatig op tournee gegaan. Het tekent de artistieke honger dat ze Japanse jazz (met Shinji Tanimura) en Italiaanse poëzie (van de Milanese dichteres Alda Merini) aan haar repertoire heeft toegevoegd, en in 2007 weer heeft meegedaan met het San Remo Festival, met een lied van de hand van Giorgio Faletti (‘The Show Must Go On’).
Tijdens haar muzikale carrière heeft Milva in toneelstukken, muziektheater, opera’s gestaan, op de Italiaanse televisie programma’s gepresenteerd, waaronder het met een Gouden Roos bekroonde Al Paradise. Ze heeft in films en televisiefilms gespeeld. Haar tournees hebben haar over de hele wereld gevoerd. Ze nam in 2005 afscheid van het Duitse publiek met een grote tournee. In 2007 bracht ze een vernieuwd programma van Brechtliederen, geënsceneerd door Cristina Pezzoli.
In 2010 brengt Milva "Non Conosco Nessun Patrizio" uit.  Dit album bevat 10 nummers van Franco Battiato, die ook de productie voor zijn rekening nam. De zangeres deelt mee, dat dit haar laatste album was. Het laatste openbare optreden van Milva dateert uit 2012.

## Persoonlijk leven
Milva heeft een dochter, Martina, geboren uit haar huwelijk met Maurizio Corgnati in de vroege jaren 60. Ze heeft een verhouding gehad met de Italiaanse acteur Luigi Pistilli. Het einde van die relatie kan hebben bijgedragen aan zijn zelfmoord.
Sinds Milva zich in 2010 om gezondheidsredenen terugtrok uit het openbare leven, woonde ze met haar assistente Edith Meier, die haar tot het laatst verzorgde, in Milaan. Milva werd 81 jaar oud.
- Bibsys: 4031228
- Biblioteca Nacional de España: XX1032899
- Bibliothèque nationale de France: cb14654666b (data)
- Catàleg d'autoritats de noms i títols de Catalunya: 981058616062606706
- Gemeinsame Normdatei: 13446351X
- International Standard Name Identifier: 0000 0001 1487 6255
- Library of Congress Control Number: n91109323
- Nationale Bibliotheek van Letland: 000119166
- MusicBrainz: 3164b4f3-bcec-4f1e-978f-7d8de16f1361
- Nationale Bibliotheek van Tsjechië: js20040315004
- Nationale Bibliotheek van Israël: 987007316928805171
- Nationale Bibliotheek van Polen: a0000001911587
- Nederlandse Thesaurus van Auteursnamen: 071268316
- Istituto Centrale per il Catalogo Unico: TO0V225564
- SNAC: w6tv7hjx
- Système universitaire de documentation: 203952685
- Virtual International Authority File: 10109520